# Metoda de învățare RICAR
Metoda de învățare RICAR (sau SQ3R) este o metodă des întâlnită în manualele universitare americane și este recomandată studenților ce se pregătesc pentru examene.  Metoda a fost publicată de Francis Pleasant Robinson în anul 1946 în cartea Effective Study.
Această metodă are la bază două principii psihologice:
- stimularea curiozității, percepută ca o primă sursă a motivației interne pentru care recompensele vin în urma desfășurării unei activități, mai degrabă decât de la rezultatul activității.
- interconectarea ideilor.

Înainte de începerea oricărui studiu se recomandă, de asemenea, stabilirea scopului pentru care se studiază. Studiul este mult mai performant atunci când ceea ce studiezi are o însemnătate pentru tine, pentru viața ta.
Metoda este cunoscută în limba engleză sub numele de SQ3R: SURVEY, QUESSTION, READ, RECIT, REVIEW.
Metoda RICAR constă în Răsfoire (R), Întrebări (I),  Citire (C) – propriu-zisă,  Aminitire (A), Recapitulare (R).
| R=RĂSFOIRE             | În prima etapă se face o "rasfoire a materialului" pentru formarea unei imagini de ansamblu asupra textului de studiat. În această etapă: 1. Se examinează titlul capitolelor și se încearcă, pe cât posibil, să se anticipeze mintal ce va trata fiecare capitol; 2. Se citește introducerea; 3. Se citesc cuprinsul, diagramele, graficele, cuvintele subliniate (în principiu, acestea sunt ideile de bază); 4. Se citesc sumarele capitolelor (aici se găsesc relațiile între ideile de bază); 5. Se citesc întrebările de la sfârșitul capitolelor (acestea ajută la identificarea părților importante ale capitolelor) |
| I=ÎNTREBĂRI            | În această se realizează "activarea" prin identificarea întrebărilor pentru fiecare capitol. Întrebările mențin atenția trează și mobilizează la o lectură activă. Pentru aceasta se vor citi cu atenție titlurile fiecărui capitol și subcapitol pentru a se transforma întrebări. Se scriu întrebările pe o foaie (aceasta ajută la cristalizarea ideilor și găsirea răspunsurilor). Această etapă transformă un cititor pasiv într-unul activ, critic. Exemple de întrebări: - Despre ce este acest capitol? - La ce întrebări încearcă să răspundă acest capitol? - Cum mă ajută această informație pe mine? Sugestie: Încearcă să răspunzi oral la întrebările găsite. Formulează răspunsurile cu cuvintele tale. Formulează răspunsuri cât mai scurte. |
| C=Citirea propriu-zisă | Această etapă este o continuare a pregătirii realizate în etapele anterioare. În această etapă se citește textul pe secțiuni căutând ideile principale, conceptele-cheie, răspunsurile la întrebările formulate în etapa anterioară. Această etapă nu este o etapă pasivă citind cu greu fiecare linie, ci este o căutare continuă după răspunsuri. |
| A=Amintirea            | În această etapă se vor reproduce din memorie ideile principale și se va răspunde la întrebări. Se vor compara răspunsurile date cu informația din textul citit. Pentru această etapă se mai recomandă: - citirea cu voce tare; - reformularea răspunsurilor pe baza cuvintelor cheie necesare pentru reamintirea întregilor idei. - folosirea dicționarului; - compararea cu alte texte; - discuții cu alți studenți, profesori (dacă este posibil) |
| R=Recapitularea        | În această etapă se revăd ideile principale pentru întregul text pentru a obține o vedere panoramică, se stabilesc legături cu alte cunoștințe, se rezolvă exercițiile și aplicațiile posibile. Se verifică memorarea prin "recitarea" ideilor principale. |